# واليس كلارك
واليس كلارك (بالإنجليزية: Wallis Clark)‏ هو ممثل بريطاني (وحمل سابقاً جنسية المملكة المتحدة لبريطانيا العظمى وأيرلندا)، ولد في 2 مارس 1882 في المملكة المتحدة، وتوفي في 14 فبراير 1961 في الولايات المتحدة.

## أعمال

### أفلام
- (1933) شارع 42
- (1934) حدث ذات ليلة
- (1935) تمرد على السفينة باونتي
- (1938) لا يمكنك أن تأخذها معك
- (1939) ذهب مع الريح[2][3]

## وصلات خارجية
- واليس كلارك على موقع IMDb (الإنجليزية)
- واليس كلارك على موقع قاعدة بيانات برودواي على الإنترنت (الإنجليزية)
- واليس كلارك على موقع قاعدة بيانات الفيلم (الإنجليزية)